# パトリック・マッカーシー
パトリック・マッカーシー（Patrick McCarthy、1946年/1947年 - ）は、イングランドの指揮者、歌手。
マッカーシーは、ギルドホール音楽演劇学校とロンドン・オペラ・センターでバリトンとして研鑽を積み、プロのバリトン歌手として活動し始めた。まだ無名であったマッカーシーは、1974年8月7日に、ロイヤル・アルバート・ホールで開催されたBBCプロムスの際に、アンドレ・プレヴィン指揮、カール・オルフ作曲のカンタータ『カルミナ・ブラーナ』のパフォーマンスで一躍世に知られるようになった。
この時、マッカーシーは聴衆のひとりとして客席にいたが、バリトンのソリストだったトマス・アレン（後のサー・トマス）が演奏の途中で体調を崩して椅子に倒れ込み、オーケストラの面々に運び出される事態となった。マッカーシーは、舞台裏に赴き、この楽曲を歌った経験のあるプロの歌手として代役を果たせることを申し出た。アレンの役のアンダースタディは、合唱団の一員で決まっていたが、その人物は医師でもあり、アレンの容態を診ていたため、マッカーシーの申し出は受け入れられ、急遽舞台に上がった彼は演奏を全うさせた。彼は、スタンディングオベーションを受けた。
1980年、マッカーシーはロンドンからコルチェスターへ移り住んだ。1992年には、オーケストラや合唱団の指揮者に転じたが、彼の声をその前に変声し、テノールになっていた。
この年、彼は、コルチェスター・バッハ合唱団オーケストラを創設し、また、イプスウィッチ・バッハ合唱団室内楽団やコルチェスター・バッハ合唱団、同オーケストラ、コルチェスター交響楽団でも指揮者として活動した上、ウィサム合唱協会 (The Witham Choral Society) の音楽監督を長く務めた。

## 録音
- "Vital Spark of Heav'nly Flame" (Hyperion, 1997)
- "Haydn and his English Friends" (Hyperion, 1999)